# Chevrolet Venture

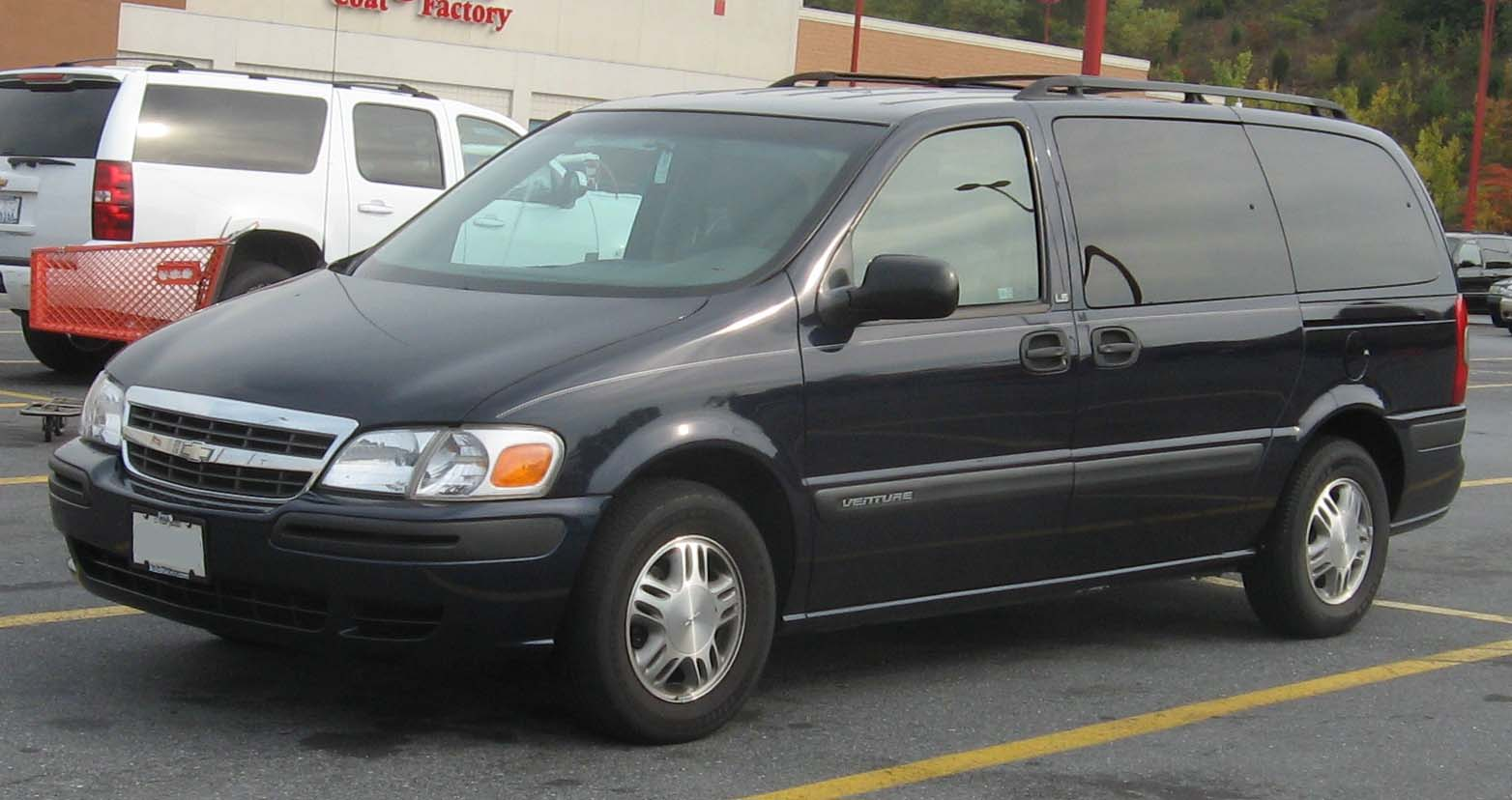
Chevrolet Venture (2001—2005)

Chevrolet Venture — мінівен, що виготовлявся компанією Chevrolet з 1996 до 2005 року. Він прийшов на зміну Chevrolet Lumina APV. Ідентичні мінівени також продавалися в Європі як Opel Sintra та у Великій Британії під маркою Vauxhall. Opel допомагав в розробці мінівена. Дещо змінений автомобіль продавався як Pontiac Trans Sport і Oldsmobile Silhouette. Протягом 2005 модельного року Venture (поряд з Astro) була замінена на Chevrolet Uplander. Venture (поряд з іншими мінівенами GM, включаючи Opel/Vauxhall Sintra) виготовлялась в Doraville, штат Джорджія.

## Двигун
- 3,4 л LA1 V6